# Sierra Pinta
La sierra Pinta es un cordal montañoso con orientación noroeste-sureste, de unos 35 km de longitud, ubicado en el suroeste de Arizona, Estados Unidos de América, en la zona árida noroeste del desierto de Sonora, cerca de la reserva del Pinacate del norte de Sonora en México.  
La sierra toma su nombre de la impresión de colores que causa en los espectadores, causado por la puesta del sol y el alba.
El extremo norte de la sierra se ubica el pico de las Pintas a unos 1272 pies (388 m).